# Брус (тауншип, Миннесота)
Брус (англ. Bruce) — тауншип в округе Тодд, Миннесота, США. На 2000 год его население составило 564 человека.

## География
По данным Бюро переписи населения США площадь тауншипа составляет 93,4 км², из которых 91,3 км² занимает суша, а 2,1 км² — вода (2,25 %).

## Демография
По данным переписи населения 2000 года здесь находились 564 человека, 211 домохозяйств и 155 семей.  Плотность населения —  6,2 чел./км².  На территории тауншипа расположена 271 постройка со средней плотностью 3,0 построек на один квадратный километр. Расовый состав населения: 97,70 % белых, 0,18 % коренных американцев, 0,35 % азиатов, 1,06 % — других рас США и 0,71 % приходится на две или более других рас. Испанцы или латиноамериканцы любой расы составляли 2,30 % от популяции тауншипа.
Из 211 домохозяйств в 32,7 % воспитывались дети до 18 лет, в 65,4 % проживали супружеские пары, в 2,8 % проживали незамужние женщины и в 26,1 % домохозяйств проживали несемейные люди. 23,2 % домохозяйств состояли из одного человека, при том 10,4 % из — одиноких пожилых людей старше 65 лет. Средний размер домохозяйства — 2,67, а семьи — 3,17 человека.
28,9 % населения — младше 18 лет, 8,0 % — в возрасте от 18 до 24 лет, 25,5 % — от 25 до 44, 27,1 % — от 45 до 64, и 10,5 % — старше 65 лет. Средний возраст — 38 лет. На каждые 100 женщин приходилось 118,6 мужчин.  На каждые 100 женщин старше 18 приходилось 116,8 мужчин.
Средний годовой доход домохозяйства составлял 40 278 долларов, а средний годовой доход семьи —  45 625 долларов. Средний доход мужчин —  31 458  долларов, в то время как у женщин — 20 625. Доход на душу населения составил 15 762 доллара. За чертой бедности находились 5,2 % семей и 11,9 % всего населения тауншипа, из которых 18,1 % младше 18 и 27,3 % старше 65 лет.